# Hanna Virén
Hanna Adolfina Virén, (även Johanna Adolfina Wirén), född 29 mars 1880 i Glava i Värmland, död 18 februari 1970 i Karlstad, var en svensk lärare och målare.
Vid sidan av läraryrket var Virén verksam som konstnär. Hon medverkade i Värmlands konstförenings Höstsalong på Värmlands museum. Efter uppnådd pensionsålder skrev hon boken Det var en gång.